# Putthinan Wannasri
Putthinan Wannasri (thailändisch พุทธินันท์ วรรณศรี, * 5. September 1992 in Phitsanulok), auch als Aon (thailändisch อ้น) bekannt, ist ein thailändischer Fußballspieler.

## Karriere

### Verein
Putthinan Wannasri erlernte das Fußballspielen bei der Schulmannschaft des Assumption College in Si Racha. Seinen ersten Vertrag unterschrieb er 2011 beim wenige Kilometer entfernten Chonburi FC. Der Verein spielte in der Thai Premier League und ist in Chonburi beheimatet. 2013 wurde er an den Ligakonkurrenten Army United nach Bangkok ausgeliehen. Seine nächste Stadion war der Erstligist Suphanburi FC aus Suphanburi. 2015 wechselte er wieder in die Hauptstadt Bangkok und schloss sich Bangkok United an. 2016, 2018 und 2023 wurde er mit dem Hauptstadtverein Vizemeister. Am 28. Mai 2023 stand er mit dem Verein im Finale des thailändischen Pokals. Hier unterlag man dem Erstligisten Buriram United mit 0:2. Am 5. August 2023 gewann er mit Bangkok United den thailändischen Super Cup. Das Spiel gegen den Meister Buriram United im Rajamangala Stadium gewann man mit 2:0. Im Januar 2025 wechselte er bis Saisonende auf Leihbasis zum ebenfalls in der ersten Liga spielenden Rayong FC. Bei dem Verein aus Rayong bestritt er zehn Ligaspiele. Nach der Ausleihe kehrte er nach Bangkok zurück. Hier wurde sein Vertrag jedoch nicht verlängert. Im Juli 2025 nahm ihn der Zweitligist Chanthaburi FC unter Vertrag.

### Nationalmannschaft
Von 2009 bis 2010 spielte Putthinan Wannasri zweimal in der thailändischen U-19-Nationalmannschaft. Fünfmal trug er das Trikot der U-23-Nationalmannschaft. Seit 2013 spielt er für die  thailändische Nationalmannschaft. Bis heute lief er fünfmal für Thailand auf. Sein Debüt gab er am 15. Juni 2013 in einem Freundschaftsspiel gegen China.

## Erfolge

### Verein
Bangkok United
- Thailändischer Vizemeister: 2016, 2018, 2022/23, 2023/24
- Thailändischer Pokalfinalist: 2022/23
- Thailändischer Supercup-Sieger: 2023

### Nationalmannschaft
Thailand
- King’s Cup: 2017